# La mort d'un viatjant (pel·lícula de 1985)
La mort d'un viatjant (títol original: Death of a Salesman) és un telefilm americà dirigit per Volker Schlöndorff, adaptació de la peça de teatre homònima d'Arthur Miller i difós l'any 1985. Ha estat doblat al català.

## Argument
Willy Loman ha cregut sempre que la seva família i ell mateix havien nascut per la glòria. Però ara aquest viatjant de comerç està en crisi. A punt de perdre la feina, no pot pagar les factures i la seva vida familiar s'enfonsa i Willy perd a poc a poc el sentit de la realitat i deriva tranquil·lament cap al passat. Durant aquest temps, la seva dona Linda i els seus fils Biff i Happy intenten d'adaptar-se a la seva autodestrucció i als seus fantasmes tenaços del passat.

## Repartiment
- Dustin Hoffman: Willy Loman
- Kate Reid: Linda Loman
- John Malkovich: Biff Loman
- Stephen Lang: Harold « Happy » Loman
- Charles Durning: Charley
- Louis Zorich: Ben
- David S. Chandler: Bernard
- Jon Polito: Howard
- Kathryn Rossetter: la dona de Boston
- Tom Signorelli: Stanley
- Linda Kozlowski: miss Forsythe
- Karen Needle: Letta
- Anne McIntosh: Jenny
- Michael Quinlan: criat

## Premis i nominacions
- Emmy Awards 1986 :
  - Millor actor en una mini-sèrie o un telefilm (Dustin Hoffman)
  - Primetime Emmy al millor actor en minisèrie o telefilm (John Malkovich)
  - Millor direcció artística per una minisèrie, un telefilm o un programa especial (Tony Walton, John Kasarda i Robert J. Franco)
- Premis Globus d'Or 1986: Globus d'Or al millor actor en minisèrie o telefilm (Dustin Hoffman)